# Michaël Gillon

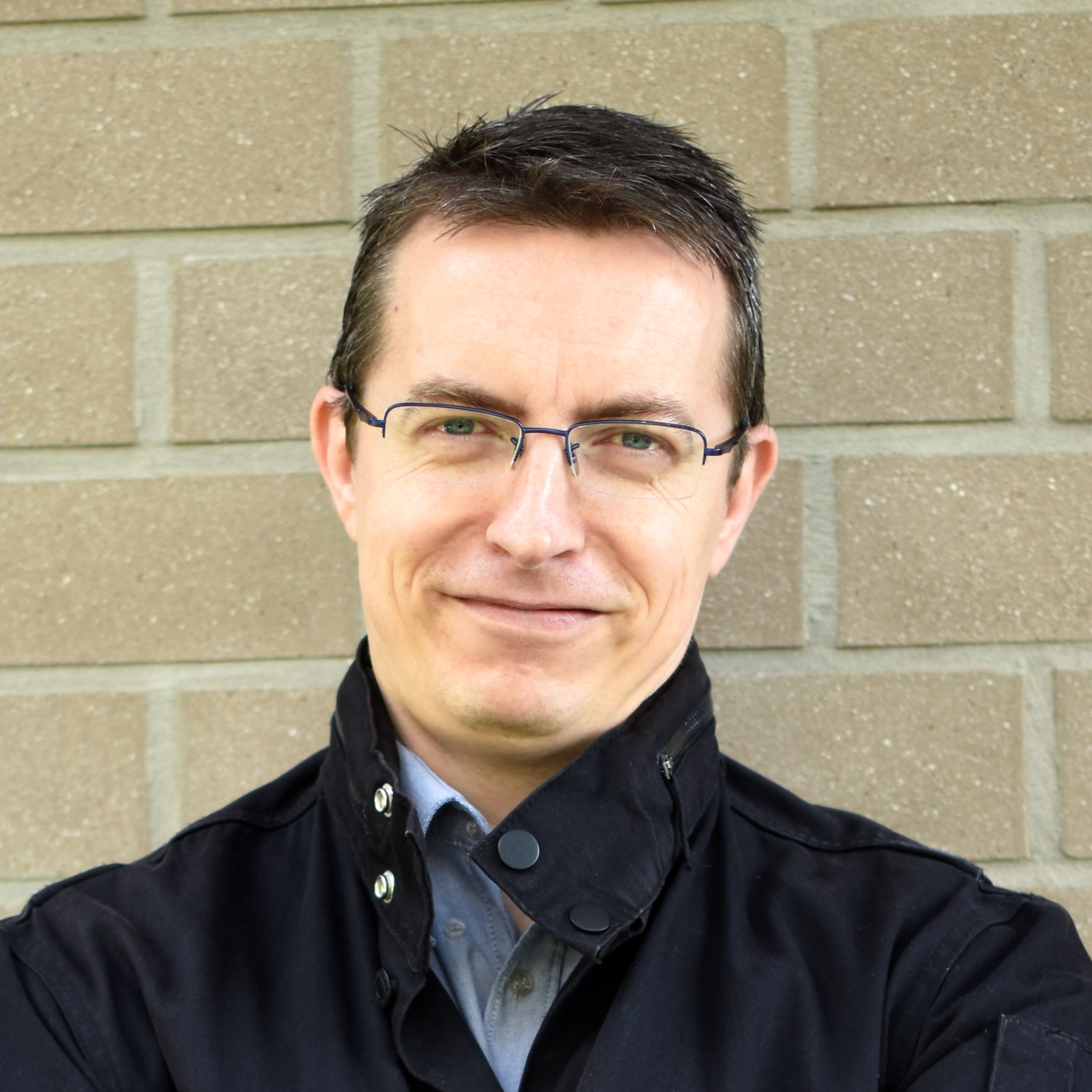
Michaël Gillon

Michaël Gillon (* 24. Januar 1974 in Lüttich, Belgien) ist ein belgischer Biochemiker und Astrophysiker.

## Leben
Michaël Gillon begann sein Studium an der Universität Lüttich mit 24 Jahren, nachdem er sieben Jahre in der belgischen Armee gedient hat. Im Jahre 2000 erlangte er seinen Bachelor in Biologie und 2002 seinen Master in Biochemie. 2003 machte er seinen Bachelor in Physik, worauf sein Master in Astrophysik folgte. Seine Doktorarbeit schrieb er im Rahmen des COROT-Projekts über den Beitrag der photometrischen Transitmethode zur Erforschung von Exoplaneten. Diese verteidigte er im Jahre 2006.
Für knapp drei Jahre übernahm er eine Stelle als Postdoc am Observatorium in Genf. Dort hat er zur Entdeckung des "Hot Jupiters" mit dem Namen WASP-18b beigetragen. Seit 2009 ist er zurück an der Universität Lüttich, wo er 2010 mit seinem Kollegen Emmanuël Jehin das Projekt TRAPPIST initiiert hat. Dieses umfasst zwei Teleskope (TRAPPIST SOUTH und TRAPPIST NORTH) zur Suche nach Kometen und Exoplaneten im Weltall. Er ist der wissenschaftliche Verantwortliche für das Programm «Exoplaneten».
Seit 2013 vertritt er zusammen mit seiner Kollegin Valèrie Van Grootel Belgien im CHEOPS-Programm der ESA. Im Jahre 2014 bewilligte der Europäische Forschungsrat die Finanzierung des Projekts SPECULOOS. Gillon ist Forschungsleiter dieses Projekts, mit welchem er nach bewohnbaren Planeten in den Umlaufbahnen der nächstgelegenen Zwergsterne sucht.

## Forschung
Im Rahmen des TRAPPIST-Forschungsprogramms entdeckten Gillon und sein Team mehr als 100 Exoplaneten. Außerdem hat er ein Forschungsprojekt ins Leben gerufen, das zum ersten Mal thermische Strahlungen der Supererde Janssen messen konnte.
Am 22. Februar 2017 gab die NASA die Entdeckung von einem System von sieben Exoplaneten bekannt. Dieses liegt etwa 39 Lichtjahre von der Erde entfernt. Das Team um Michaël Gillon hat diese mit dem Teleskop TRAPPIST SOUTH (dem ersten der beiden TRAPPIST-Teleskope) in der Europäischen Südsternwarte entdeckt. Darum heißt das System Trappist-1.

## Auszeichnungen
- 2015: Chevalier du Mérite wallon (Wallonischer Verdienstorden)[10]
- 2016: Balzan-Preis für die Planeten des Sonnensystems und die Exoplaneten mit der Begründung: "Für seine innovative und erfolgreiche Erforschung der Planeten, die nahe Sterne umkreisen – ein Meilenstein auf der Suche nach Lebensspuren außerhalb unseres Sonnensystems."[11]
- 2021: Francqui-Preis

## Publikationen (Auswahl)
- M. Gillon, B.-O. Demory, V. Van Grootel u. a.: Two massive rocky planets transiting a K-dwarf 6.5 parsecs away. In: Nature Astronomy. Nr. 1, 2017, Artikel 56. doi:10.1038/s41550-017-0056.
- M. Gillon, A. H. M. J. Triaud, B.-O. Demory u. a.: Seven temperate terrestrial planets around the nearby ultracool dwarf star TRAPPIST-1. In: Nature. Band 542, 2017, S. 456.
- M. Gillon, B.-O. Demory, C. Lovis u. a.: The Spitzer search for the transits of HARPS low-mass planets. II. Null results for 19 planets. In: Astronomy and Astrophysics. 2017, S. 601.
- J. de Wit, H. R. Wakeford, M. Gillon u. a.: A combined transmission spec- trum of the Earth-sized exoplanets TRAPPIST-1 b and c. In: Nature. Band 537, 2016, S. 69.
- M. Gillon, E. Jehin, S. M. Lederer u. a.: Temperate Earth-sized planets tran- siting a nearby ultracool dwarf star. In: Nature. Band 533, 2016, S. 221.
- B.-O. Demory, M. Gillon, J. de Wit u. a.: A map of the large day-night tem- perature gradient of a super-Earth exoplanet. In: Nature. Band 532, 2016, S. 207.
- M. Gillon, A. H. M. J. Triaud, E. Jehin u. a.: Fast-evolving weather for the cool- est of our two new substellar neighbours. In: Astronomy & Astrophysics. Band 555, 2013, Artikel L5.
- B.-O. Demory, M. Gillon, S. Seager u. a.: Detection of Thermal Emission from a Super-Earth. In: Astrophysical Journal Letters. Band 751, 2012, Artikel L28.
- X. Bonfils, M. Gillon, S. Udry u. a.: A hot Uranus transiting the nearby M dwarf GJ3470. Detected with HARPS velocimetry. Captured in transit with TRAPPIST photometry. In: Astronomy & Astrophysics. Band 546, 2012, Artikel A27.
- B.-O. Demory, M. Gillon, D. Deming u. a.: Detection of a transit of the super-Earth 55 Cancri e with warm Spitzer. In: Astronomy & Astrophysics. Band 533, 2011, Artikel A114.
- M. Gillon, F. Pont, B.-O. Demory u. a.: Detection of transits of the nearby hot Neptune GJ 436 b. In: Astronomy & Astrophysics. Band 472, 2007, Artikel L13.